# Keronlampi
Keronlampi är en sjö i kommunen Joutsa i landskapet Mellersta Finland i Finland. Sjön ligger 103,8 meter över havet. Arean är 61 hektar och strandlinjen är 6,38 kilometer lång. Sjön  ingår i Kymmene älvs huvudavrinningsområde.   Den ligger omkring 45 kilometer sydöst om Jyväskylä och omkring 210 kilometer norr om Helsingfors. 